# Język międzynarodowy
Język międzynarodowy (ponadetniczny) – język używany przez więcej niż jeden naród, najczęściej jest on językiem urzędowym w organizacjach międzynarodowych lub w kilku państwach. Może to być także taki język, który opanował świat lub nie ma odniesienia do konkretnej narodowości (języki sztuczne), np. esperanto, Basic English.

## Przykłady takich języków
- język naturalny
  - angielski
  - francuski
  - hiszpański
  - łaciński
- język sztuczny
  - esperanto
  - interlingua
  - międzysłowiański
  - volapük